# Hattie Shepparde
Hattie Shepparde, född Harriet Langmaid 1846, död 1874, var en australiensisk skådespelare och sångerska.  
Hon var dotter till skomakaren Amos Langmaid i Launceston på Tasmanien. Hon gjorde sin debut på scenen i Melbourne som "Agnes" i David Copperfield på 
Princess's Theatre år 1861. Hon var sedan fortsatt engagerad i Melbourne där hon spelade biroller och mindre roller fram till 1865, då hon besökte Tasmanien som medlem i Emilia Dones teatersällskap. Mellan 1865 och 1870 turnerade hon runt Nya Zeeland i en framgångsrik turné. Hon återkom till Australien 1870, och var då engagerad i Marie Durets sällskap på Theatre Royal, Hobart och därefter på Haymarket Theatre och Theatre Royal i Melbourne. Under 1870-talet var Hattie Shepparde en stjärnskådespelare och en berömdhet i särskilt Melbourne, och väckte mycket uppmärksamhet för sina roller, särskilt som hjältinna i komedier. Hon gifte sig 1873 med operasångaren Henry Hallam. Hon avled i barnsäng. Vid hennes begravning förekom upplopp av hennes beundrare i Melbourne, som blev omskrivna i pressen. 